# 圣帕尔滕节日剧院

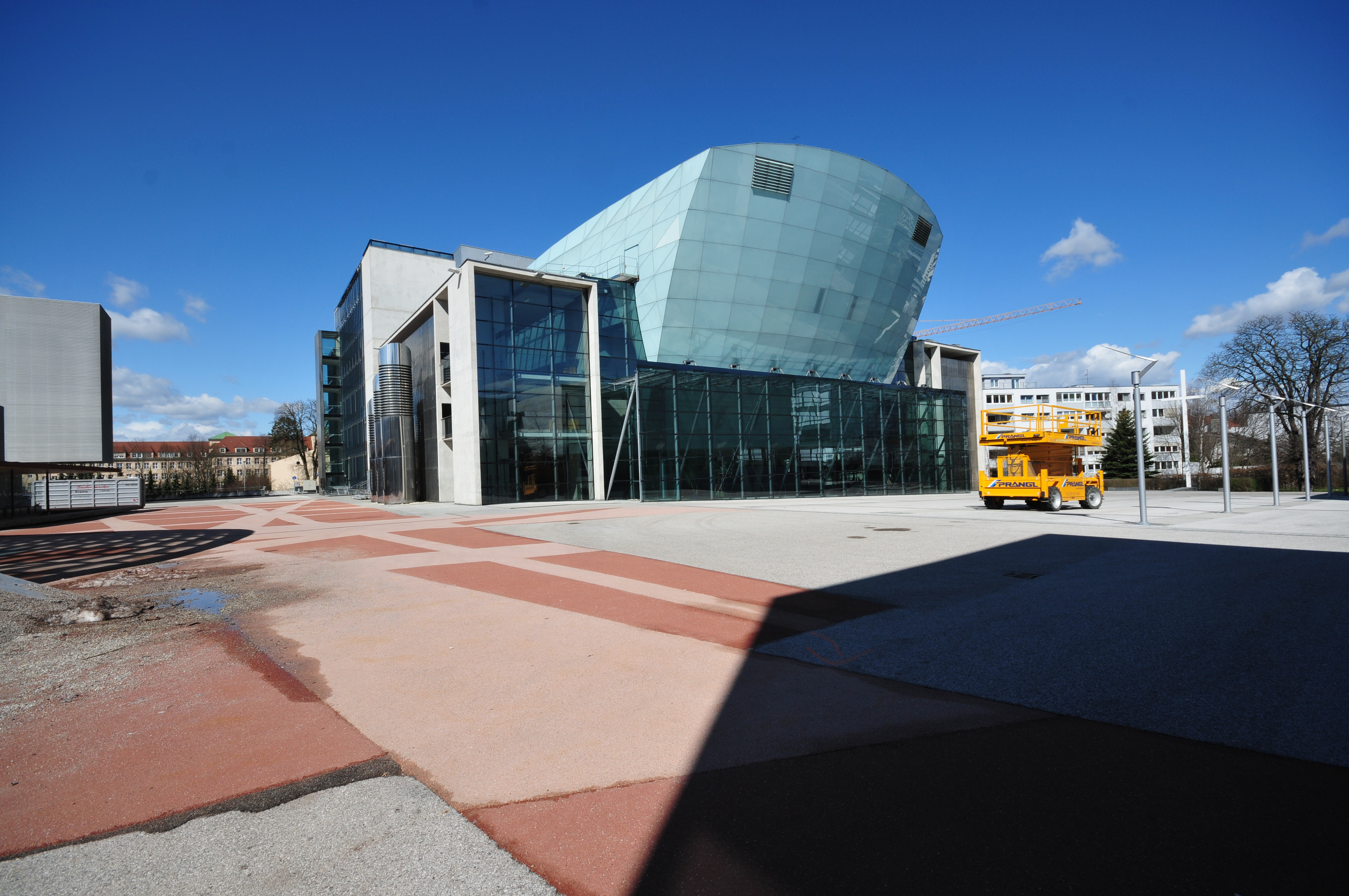

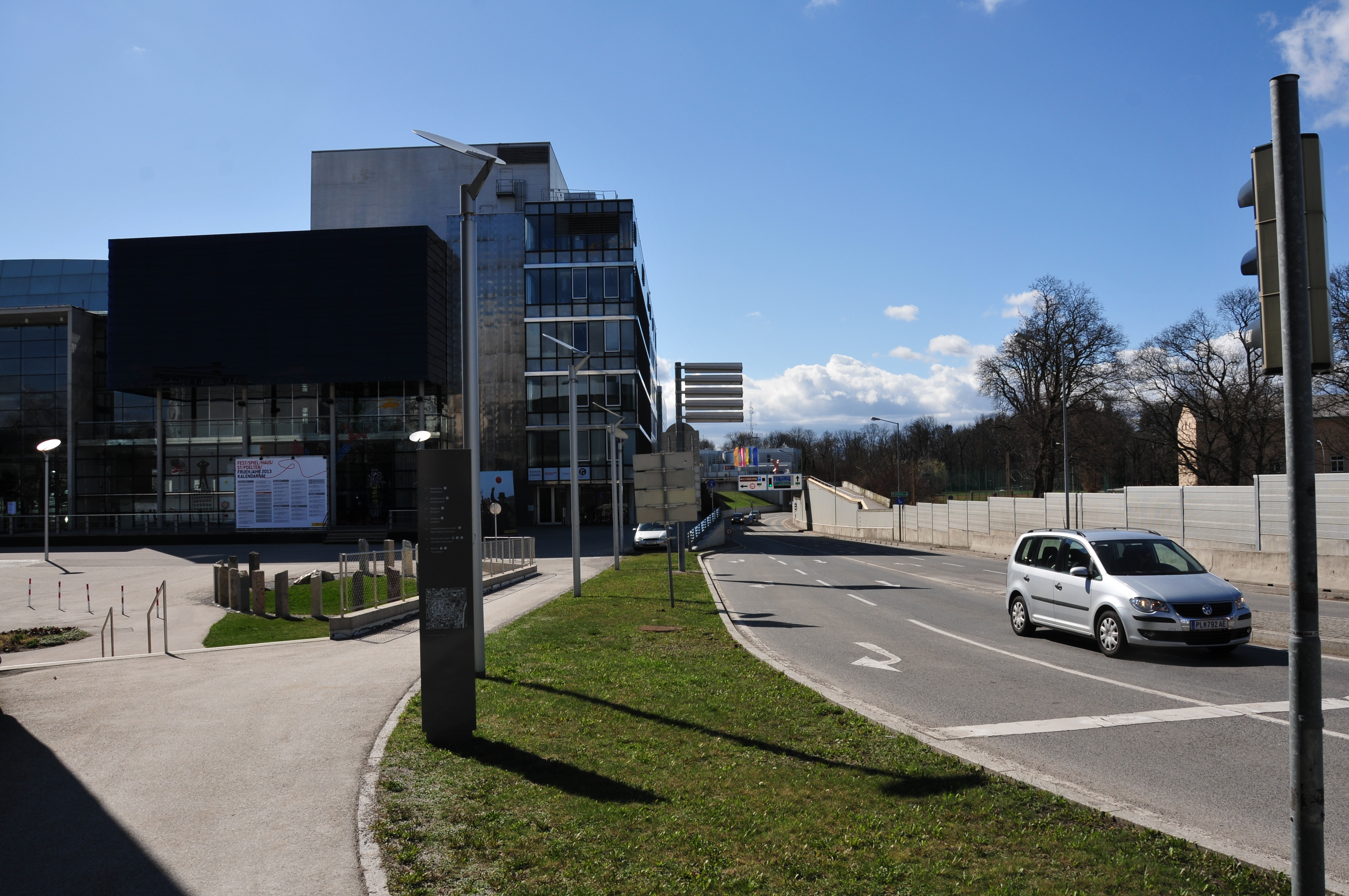

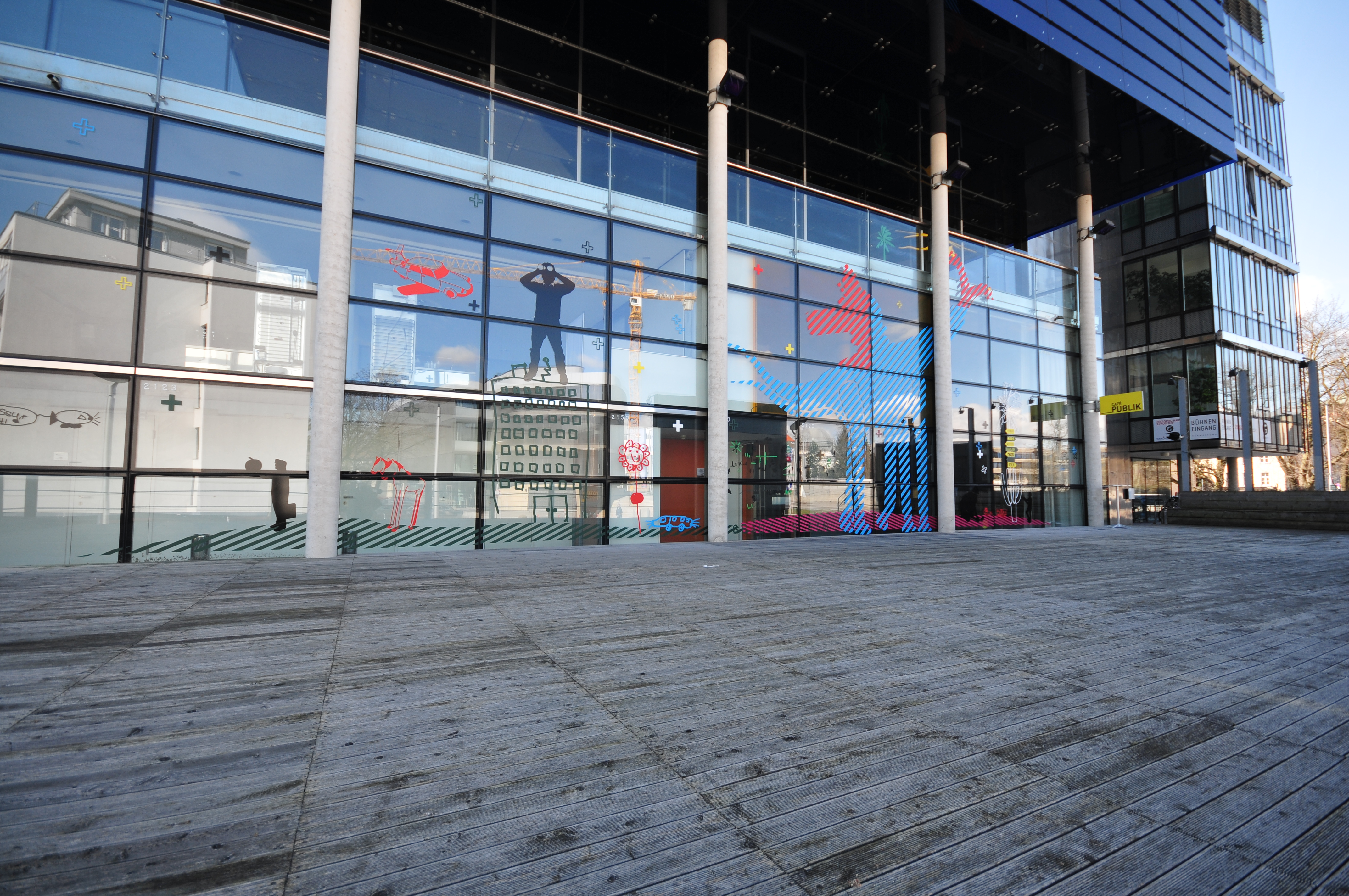

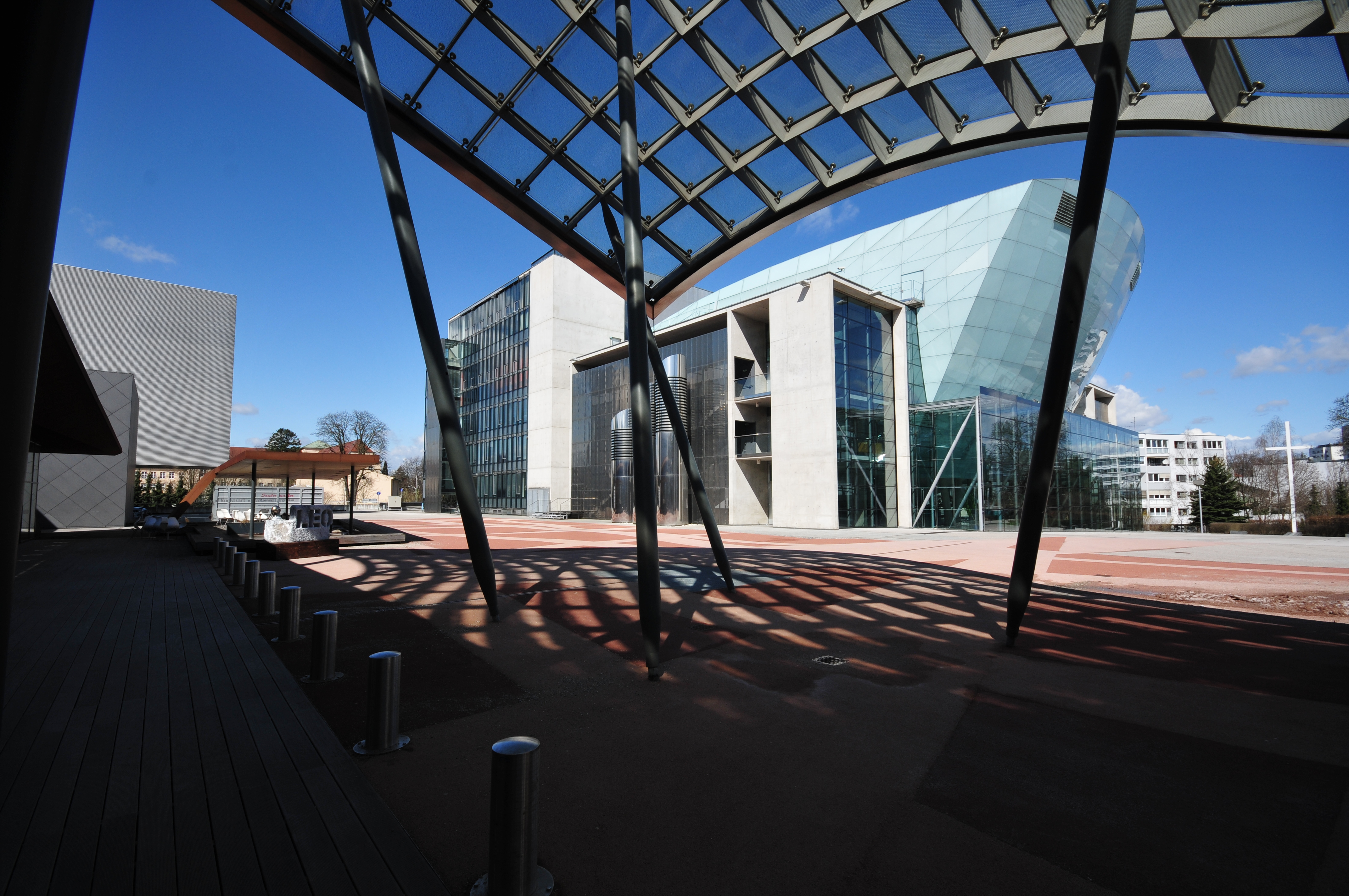

圣帕尔滕节日剧院（Festspielhaus St. Pölten，德語發音：[ˈfɛstˌʃpiːlˌhaʊ̯s zaŋkt ˈpœltn̩] ⓘ）位于下奥地利州首府圣帕尔滕的文化区，毗邻下奥地利州立博物馆（Landesmuseum）、展览馆（Ausstellungshalle）、下奥地利州立图书馆（Landesbibliothek）、下奥地利州立档案馆（Landesarchiv）和 Klangturm。
圣帕尔滕节日剧院于1997年3月1日开业。一年后定期举办管弦音乐会、舞蹈和音乐剧。自2009年9月起，德国舞蹈家、编舞兼导演约阿希姆·施勒默（Joachim Schloemer）担任剧院的艺术总监。2013年9月，由曾任柏林戏剧节艺术总监的布里吉特·福尔（Brigitte Fürle）接任。
圣帕尔滕节日剧院是下奥地利交响乐团的所在地，每年在此举办约15场音乐会、歌剧和其他演出。安德烈斯·奥罗斯科-埃斯特拉达担任首席指挥。
圣帕尔滕节日剧院每季推出约70部作品。每年有70000多名嘉宾参加演出。约有4000人拥有圣帕尔滕节日剧院的季票。

## 建筑
圣帕尔滕节日剧院由奥地利建筑师克劳斯·卡达设计，包括四个大厅，因其大小不同，适合所有不同的文化活动。圣帕尔滕节日剧院的大厅有1063个座位。

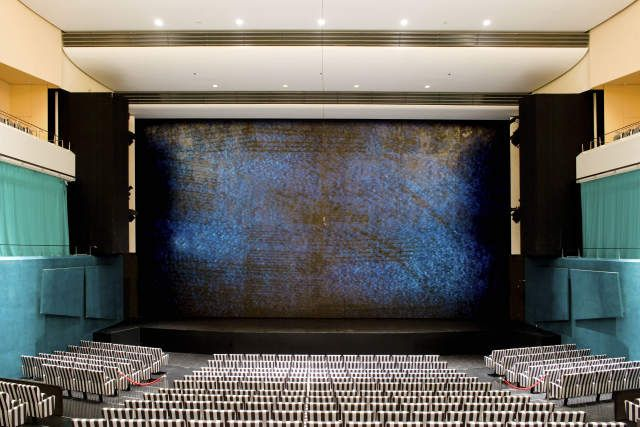